# Ganira Pashayeva

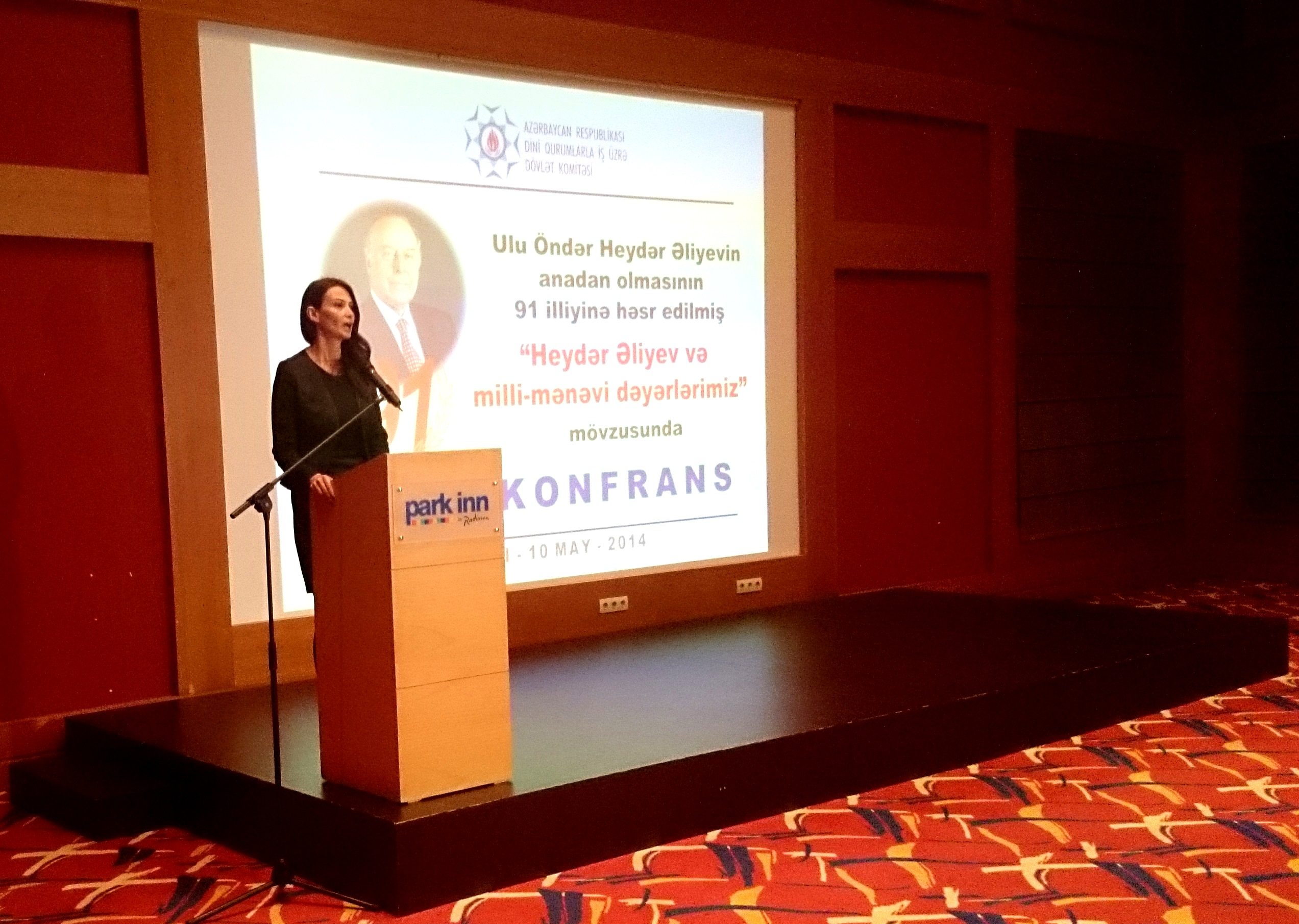
Ganira Pashayeva (10. Mai 2014)

Ganira Alasgar qizi Pashayeva (aserbaidschanisch Qənirə Әləsgər qızı Paşayeva, * 7. März 1975 in Düz Qırıqlı, Tovuz Rayon; † 28. September 2023 in Baku) war eine aserbaidschanische Politikerin und als solche Mitglied der Nationalversammlung ihres Heimatlands.

## Leben
Pashayeva wurde 1975 im Dorf Düz Qırıqlı des Rayons Tovuz geboren. Sie absolvierte die Pädiatrieabteilung der Aserbaidschanischen Staatlichen Medizinischen Universität und die Abteilung für Völkerrecht an der Staatlichen Universität Baku in Baku. Sie sprach Türkisch, Englisch und Russisch.
Ab 1998 arbeitete sie als Reporterin, Korrespondentin, Redakteurin, leitende Redakteurin, stellvertretende Chefredakteurin des Nachrichtendienstes, des Nachrichtenbereichs bei der ANS Group of Companies Television Company. Im Jahr 2005 wurde sie Leiterin der Abteilung Public Relations der Heydar Aliyev Foundation.
Am 6. November 2005 wurde sie vom Wahlkreis Tovuz Nr. 105 als Partei-Unabhängige zum Mitglied des Parlaments gewählt. Pashayeva war Mitglied der ständigen Kommission der Nationalversammlung Aserbaidschans für internationale und interparlamentarische Beziehungen und Vorsitzende der Arbeitsgruppe Aserbaidschan-Georgien für interparlamentarische Beziehungen. Sie war auch Mitglied der Arbeitsgruppen Aserbaidschan-Indien, Aserbaidschan-Türkei und Aserbaidschan-Japan über interparlamentarische Beziehungen. Sie war eines der Mitglieder der Delegation der Republik Aserbaidschan in der Parlamentarischen Versammlung des Europarates.
Sie verstarb am 28. September 2023 in Baku.